# أريمة تحتانية
الأريمة التحتانية (بالإنجليزية: Hypoblast) هي أحد أنواع الأنسجة التي تشكل كتلة الخلايا الداخلية. وتقع الأريمة التحتانية تحت الأديم الظاهر وتتكون من مجموعة من الخلايا المكعبية الصغيرة.
ينشق الأديم الباطن خارج الجنين (بما في ذلك الكيس المحي) من الأديم الظاهر الذي يزيح خلايا الأريمة التحتانية. ينتج غياب الأريمة التحتانية في الشرائط البدائية المتعددة في الأجنة الصغيرة.

## وصلات خارجية
- http://www.embryology.ch/allemand/iperiodembry/carnegie02.html
- http://www.med.umich.edu/lrc/coursepages/M1/embryology/embryo/04secondweek.htm
- https://web.archive.org/web/20080103050509/http://isc.temple.edu/marino/embryology/EMBII97/sld005.htm